# Ermete Stella
Ermete Stella (Spoleto, 1855 – Acquasparta, 16 novembre 1937) è stato un musicista italiano, valente pianista e compositore di grande talento apprezzato anche come direttore d'orchestra. Vince nel 1893 il concorso pubblico per maestro del Complesso bandistico di Cannara (PG) che dirigerà fino al 1913.

## Biografia
Nasce a Spoleto nel 1855 da Adamo Stella maestro di cappella. A 18 anni si diploma ad Assisi in armonia, contrappunto ed orchestra. A 20 anni a Bologna consegue l'attestato come maestro compositore. Nel 1896 riceve l'idoneità per l'insegnamento del violino dall'Accademia nazionale di Santa Cecilia di Roma. Valente pianista e compositore di grande talento, per i meriti artistici delle sue opere musicali consegue due medaglie d'oro e quattro medaglie d'argento partecipando a numerosi concorsi di composizione.
Nel 1883 viene nominato Cavaliere della Croce Bianca come omaggio dovuto alle sue opere, mentre dal Ministero della Pubblica Istruzione italiana riceve, nel 1915, la nomina di cavaliere nell'Ordine della Corona d'Italia. A Palermo, nel 1890, consegue un diploma di grado superiore per aver presentato al concorso “Delli”, l'anno prima, una Sinfonia per Banda.
Il m. Ermete Stella risulta vincitore del concorso indetto dal Comune di Cannara nel luglio del 1893 per la direzione della banda cittadina e dell'annessa scuola di musica. Giunge a Cannara solo un mese più tardi dopo aver sovrastato alle numerose pressioni (fra cui anche il sequestro di persona) da parte della popolazione di Acquasparta che lo pregava di rimanere alla direzione della propria banda che aveva guidato per dodici lunghi anni.
Durante la sua presenza a Cannara istituisce anche il Concertino una banda in miniatura che tuttora suona per le vie del paese rallegrando le festività natalizie e la vigilia di Capodanno. Un allievo d'eccezione del maestro Stella fu Giuseppe Savini, un giovane cannerese destinato a diventare famoso concertista e compositore apprezzato in Italia ed all'estero, soprattutto in Francia, dove diventerà direttore del Conservatorio musicale di Parigi negli anni venti.
A Cannara oltre a istruire i giovani della Fanfara e del Concertino, dedica un appassionato impegno alla formazione degli allievi della scuola di musica, si presta per dirigere il Concerto durante le feste della Società Operaia di Mutuo Soccorso maschile e femminile e collabora con la Filodrammatica nella esecuzione di opere ed operette al teatro comunale di Cannara.
Fra le sue composizioni ricordiamo un “Ave Maria” del 1887 per canto in chiave di Sol con accompagnamento d'organo od armonium, dedicata a papa Leone XIII. Del 1881 l'offertorio per messa cantata “Assunta Est” e l'opera “Laudate Pueri” per contralto, tenore e coro. Nel 1887 compone anche la marcia popolare “Carmè” mentre nel 1898 scrive la Polka per banda “Lieto Ricordo”. La sera del 30 aprile 1882, al teatro comunale di Terni in occasione di un concerto in onore a Giulio Briccialdi, viene eseguita «una bellissima romanza per baritono composta dal m. Stella dal titolo “La morte dell'esule polacco dopo la rivoluzione del 1830”».
Nel 1895 in occasione della festa della Società Operaia di Mutuo Soccorso è a Bastia Umbra presso il teatro comunale a dirigere, con il Concerto Musicale di Cannara, il “Don Checco” di  De Giosa insieme al coro “Columella” del m. Fioravanti.
Il m. Stella lascia la direzione del Concerto di Cannara nel 1913 e si dedica alla direzione dei cori nel teatro comunale di Todi dove svolge anche una intensa attività di concertatore e compositore durante il fiorente periodo delle “operette”. Trascorre i suoi ultimi anni di vita ad Acquasparta dove torna con la famiglia per ritirarsi a vita privata e impartire lezioni di pianoforte. Muore il 16 novembre del 1937.